# Condado de Greensville
O Condado de Greensville é um dos 95 condados do estado americano de Virgínia. A sede do condado é Emporia, e sua maior cidade é Emporia. O condado possui uma área de 769 km² (dos quais 4 km² estão cobertos por água), uma população de 11 560 habitantes, e uma densidade populacional de 15 hab/km² (segundo o censo nacional de 2000). O condado foi fundado em 1780.